# Red Book (album)
Red Book è il settimo album in studio del gruppo musicale scozzese Texas, pubblicato il 7 novembre 2005.

## Tracce
1. 036 – 0:36
2. Getaway – 3:51
3. Can't Resist – 3:47
4. What About Us – 4:16
5. Cry – 4:27
6. Sleep (feat. Paul Buchanan) – 4:06
7. Get Down Tonight – 3:45
8. Nevermind – 4:32
9. Bad Weather – 3:59
10. Masterthief – 3:18
11. Just Hold On – 3:27
12. Red Book – 4:13